# Федюнинська
Федю́нинська (рос. Федюнинская) — присілок у складі Кічменгсько-Городецького району Вологодської області, Росія. Входить до складу Єнангського сільського поселення.

## Населення
Населення — 34 особи (2010; 43 у 2002).
Національний склад (станом на 2002 рік):
- росіяни — 100 %